# Dom Towarzystwa Szkoły Ludowej w Krakowie
Dom Towarzystwa Szkoły Ludowej (znany także jako Kamienica Bryknerowska) – zabytkowa kamienica znajdująca się w Krakowie, w dzielnicy I przy ulicy św. Anny 5, na Starym Mieście.

## Historia

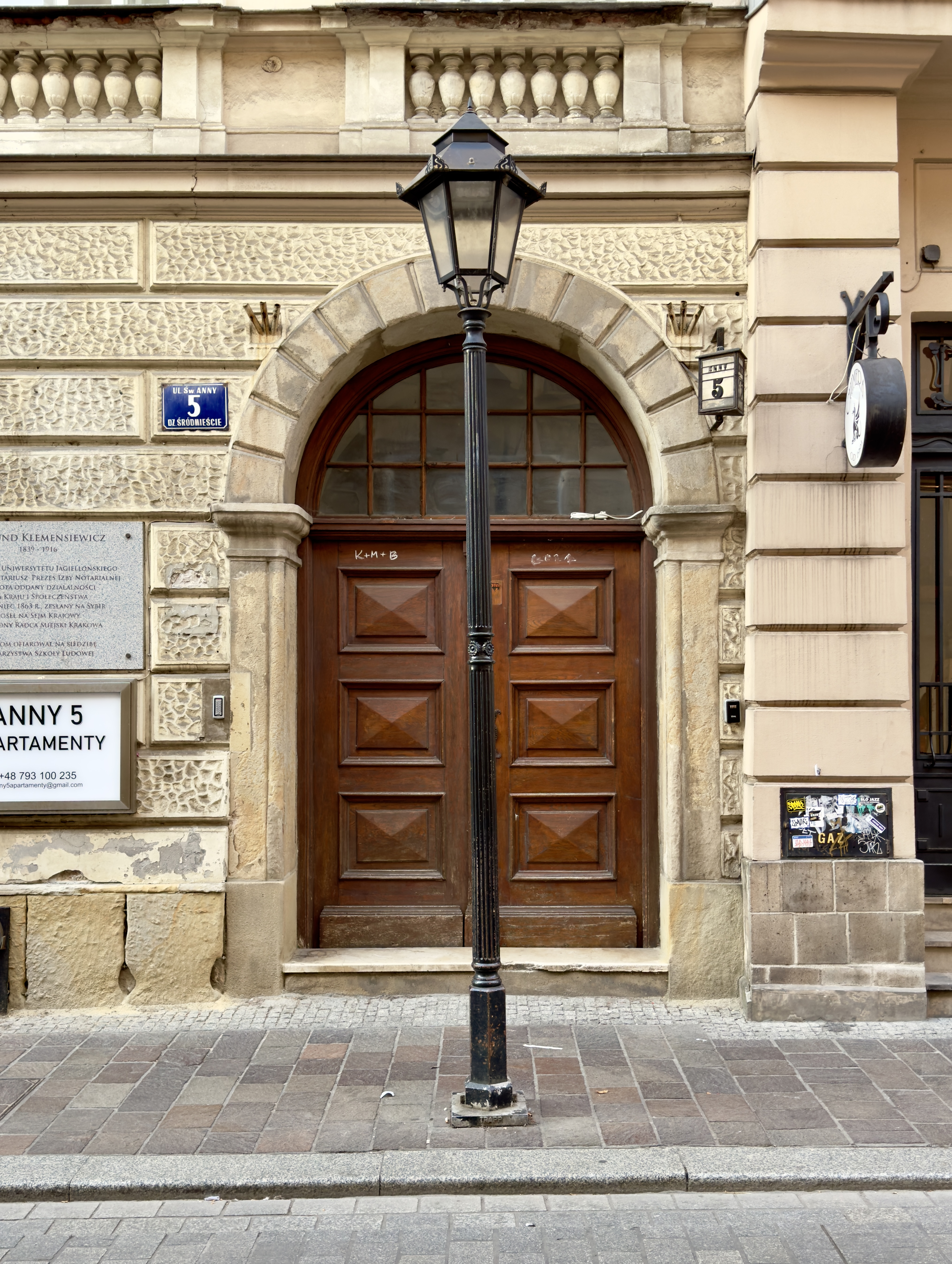
Wejście

Kamienica została wzniesiona w XIV wieku. W latach 1602–1683 należała do rodziny Briknerów. Od XVI do XVIII wieku składała się z dwupiętrowego budynku frontowego, połączonego gankiem z oficynami: boczną i tylną. W II połowie XVIII wieku przeszła przebudowę w stylu późnobarokowym, z której zachowały się płócienne i gipsowe sufity. Około 1850 zburzono oficynę boczną i przebudowano fasadę na eklektyczną. W II połowie XIX wieku właścicielem budynku był rajca krakowski Edmund Klemensiewicz. W testamencie zapisał on dom Towarzystwu Szkoły Ludowej, które miało w nim swoją siedzibę od 1925 do 1933. W 1926 nadbudowano trzecie piętro.
Obecnie w budynku mają siedzibę konsulaty honorowe: Danii, Finlandii, Islandii i Szwecji
29 grudnia 1984 kamienica została wpisana do rejestru zabytków. Znajduje się także w gminnej ewidencji zabytków.